# اللشبا (قصر الصغير)
اللشبا هو دُوَّار يقع بجماعة القصر الصغير، إقليم الفحص أنجرة، جهة طنجة تطوان الحسيمة في المملكة المغربية. ينتمي الدوّار لمشيخة قصر الصغير التي تضم 11 دوار. يقدر عدد سكانه بـ 792 نسمة حسب الإحصاء الرسمي للسكان والسكنى لسنة 2004.

## روابط خارجية
- البوابة الوطنية للجماعات الترابية
- المندوبية السامية للتخطيط